# Margarida Acciaiuoli
Margarida Acciaiuoli  é professora catedrática do Departamento de História da Arte da Faculdade de Ciências Sociais e Humanas da Universidade Nova de Lisboa. Destaca-se que é responsável pelo Curso de Doutoramento e por várias unidades curriculares da mesma área, nessa Faculdade. Especialista em assuntos da História do Estado Novo salienta-se que publicou entre outros livros, 1940 Exposições:  Exposições do Estado Novo (Livros Horizonte, 1998); António Ferro, a Vertigem da Palavra  (Bizâncio, 2013),  Os Cinemas de Lisboa: um fenómeno urbano no séc. XX (Lisboa, Bisâncio, 2012) e, recentemente, Casas com Escritos - Uma História da Habitação em Lisboa (Lisboa, Bizâncio, 2015). Prepara actualmente o volume 2 desta obra - Casas com escritos - Uma História da Habitação em Lisboa.
A 22 de Setembro de 2015, Margarida Acciaiuoli, docente do Departamento de Historia de Arte da FCSH/NOVA, profere declarações sobre selfies ao Expresso, sob o título Sorria_mundo_selfie. Em entrevista a Carolina Reis, do semanário O Expresso,  Margarida Acciaiuoli enfatiza que as fotografias e o momento da evolução da fotografia, numa entrevista em que também Gustavo Cardoso, professor do ISCTE é convocado, analisam as fotografias e sobretudo desde as antigas fotografias de férias até às actuais selfies e sobretudo à nova tecnologia que permite a extensão da distância física do telemóvel que regista a fotografia em formato selfie.